# Charles L. Veach
Charles Lacy Veach, född 18 september 1944, död 3 oktober 1995, var en amerikansk astronaut uttagen i astronautgrupp 10 den 23 maj 1984.

## Rymdfärder
- STS-39
- STS-52